# 우쿠프

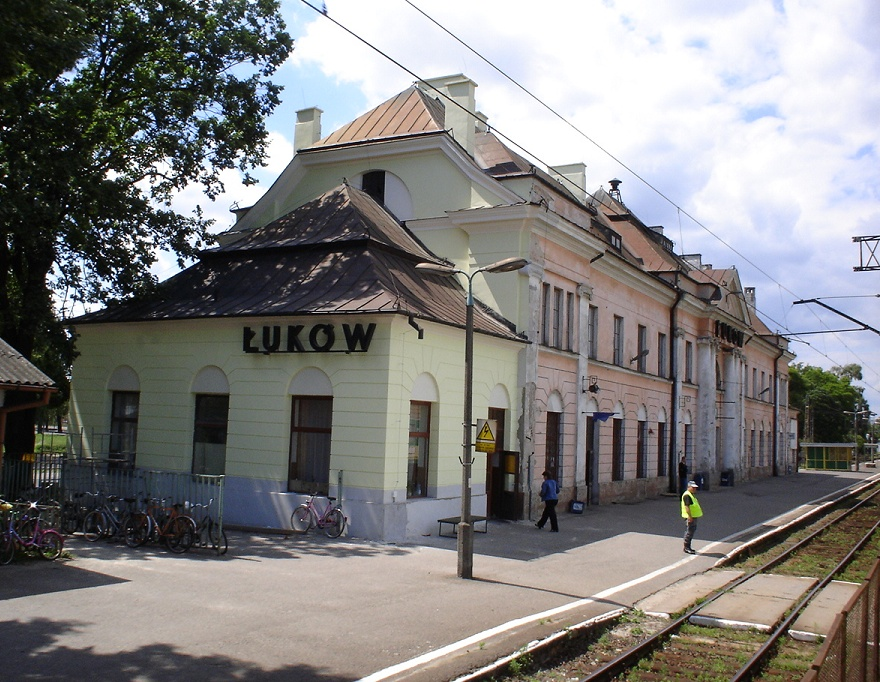
우쿠프 철도역

우쿠프(폴란드어: Łuków)는 폴란드 루블린주에 위치한 도시로 면적은 35.75 km2, 인구는 30,564명(2006년 기준), 인구 밀도는 850명/km2이다.

시 문장